# Tripleurospermum pichleri
Tripleurospermum pichleri là một loài thực vật có hoa trong họ Cúc. Loài này được (Boiss.) Bornm. miêu tả khoa học đầu tiên năm 1944.